# Фогель, Пьер
Пьер Фогель (нем. Pierre Vogel) (род. 20 июля, 1978 во Фрехене) — бывший профессиональный боксёр и ныне исламский проповедник в Германии.

## Биография

### Боксёрская карьера
Пьер Фогель участвовал в 66 любительских боях, прежде чем в возрасте 22 лет он стал профессиональным боксёром в первом тяжелом весе. Его профессиональная карьера, которая длилась два года, насчитывает 7 боёв: 6 побед, включая 2 нокаута и 1 ничья. В 2002 году Фогель бросил карьеру боксёра и посвятил себя проповедованию ислама.

### Религиозная деятельность

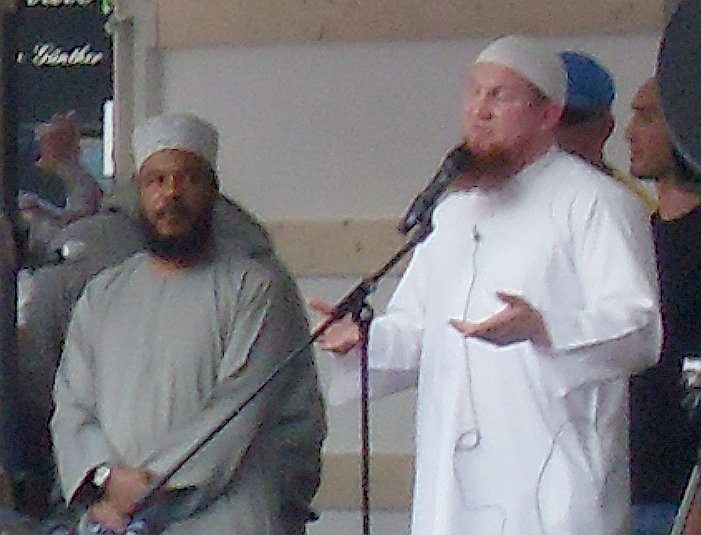
Речь Пьера Фогеля (справа) и Билала Филипса во Франкфурте в апреле 2011 г.

Приняв ислам в 2001 году, он начал изучать Коран, а после чего стал проповедовать идеи салафизма в мечетях, университетах и даже христианских общинах Германии. В 2003 году год женился на девушке из Марокко и стал отцом двух детей.
Фогель подвергается большой критике со стороны немецких властей и населения за его радикально-исламистские взгляды салафистского толка. В 2011 году властями была запрещёна общественная проповедь Фогеля в честь смерти Усамы бен Ладена. Федеральная служба защиты конституции Германии оценивает религиозную деятельность Фогеля как противоречащую принципам демократии и равенства. Проповеди Фогеля способствуют радикализации исламской молодёжи Германии.